# Austrotipula hudsoni
Austrotipula hudsoni là một loài ruồi trong họ Ruồi hạc (Tipulidae). Chúng phân bố ở miền Australasia.